# Ducat de Maura
El ducat de Maura és el títol nobiliari espanyol que el rei Alfons XIII va concedir en 1930 al polític i historiador Gabriel Maura Gamazo, ennoblit en atenció als mèrits del seu pare Antoni Maura i Montaner, cinc vegades president del govern. En l'escut d'armes del ducat hi ha en camp de plata cinc ceptres de sabre posades en pal, col·locats en aspa pels 5 governs d'Antoni Maura i en camp de plata dues faixes de gules vermelles, pels dos atemptats contra la seva persona.
El matrimoni del I duc de Maura amb Julia de Herrera y Herrera, V comtessa de la Mortera, va unir en la mateixa família tots dos títols, usant-se últimament el comtat de la Mortera pels primogènits del duc de Maura.

## Ducs de Maura
|                         | Titular                         | Període                 |
| Creació per Alfons XIII | Creació per Alfons XIII         | Creació per Alfons XIII |
| ----------------------- | ------------------------------- | ----------------------- |
| I                       | Gabriel Maura Gamazo            | 1930-1963               |
| II                      | Ramón Maura de Herrera          | 1963-1968               |
| III                     | Gabriela Maura de Herrera       | 1969-1972               |
| IV                      | Ramiro Pérez-Maura de Herrera   | 1973-2001               |
| V                       | Ramiro Pérez-Maura y de la Peña | 2003-actual titular     |

## Història dels ducs de Maura
- Gabriel Maura y Gamazo (1879-1963), I duc de Maura.

1. Casat amb Julia Herrera y Herrera, V comtessa de la Mortera (1884-1968). El va succeir el seu fill:

- Ramón Maura de Herrera, II duc de Maura(1912-1968), VI comte de la Mortera.

1. Casat amb María de la Concepción Rivera de Azpiroz (m. 20.05.1987). El succeí la seva germana:

- Gabriela Maura de Herrera (1904-1972), III duquessa de Maura.

1. Casat amb Ramiro Pérez de Herrera (f.1972). La succeí el seu fill:

- Ramiro Pérez-Maura de Herrera (1934-2001), IV duc de Maura, VII comte de la Mortera.

1. Casat amb Doña Mercedes Lucía de la Peña y González-Camino (n.1937). El succeí el seu fill:

- Ramiro Pérez-Maura y de la Peña (n. 1963), V duc de Maura, VIII comte de la Mortera. Actual titular.

1. Casat amb Doña María de Cabanyes y Treviño (n. 1965)